# Fotobioreattore

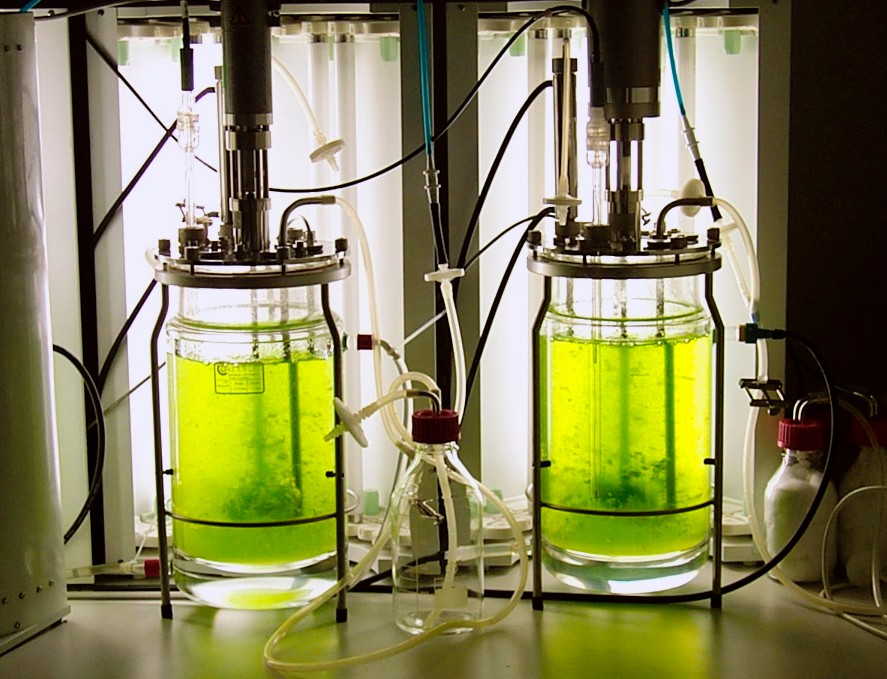
Fotobiorettore da laboratorio per la coltivazione di muschi come la Physcomitrella patens.

I fotobioreattori sono sistemi colturali (aperti e chiusi) ottimali per la crescita di microrganismi fotosintetici (microalghe, cianobatteri e batteri fotosintetici). I fotobioreattori chiusi (ossigenici ed anossigenici) necessitano di tecnologie avanzate, soprattutto per il controllo di tutti i parametri di processo (pH, temperatura, mass transfer, idrodinamica, concentrazione cellulare, rifornimento di nutrienti ecc…). Essi sono sempre più similari ai fermentatori utilizzati per la crescita di organismi eterotrofi, con l'unica sostanziale differenza che i fotobioreattori necessitano anche di un adeguato rifornimento di energia radiante. Più specificamente, si parla di fotobioreattori chiusi quando ci si riferisce a strutture nelle quali la coltura non entra in contatto con l'atmosfera o con altri tipi di contaminanti (polvere, altri microrganismi, etc.).
La funzione basilare di un fotobioreattore è quella di garantire un processo controllato nel quale è possibile produrre biomasse microbiche e/o metaboliti.

## Storia
Prima dell'arrivo dei fotobioreattori chiusi, la crescita di organismi fototrofici all'aperto avveniva principalmente in sistemi aperti (vasche) ed era estremamente limitata a causa della scarsa capacità di controllo delle colture. Questo comportava dei problemi nel mantenimento della coltura produttiva. Il maggior isolamento della coltura rispetto all'ambiente, la grande capacità di controllo di parametri come il pH, la pressione di O2 e CO2 ed il controllo della temperatura hanno favorito lo sviluppo di nuove biotecnologie in molteplici campi di applicazione. Dai pochi ceppi coltivabili precedentemente si è passati agli attuali più di 50.000, molti dei quali utilizzati per la produzione di sostanze di alto valore: antifungini, antibatterici, antivirali o agenti farmaceutici.
Il primo uso di un fotobioreattore si data attorno agli anni ‘40, come logica conseguenza dello studio della crescita di una microalga (Chlorella) e della sua attività fotosintetica. Da allora molti tipi di fotobioreattori sono stati testati sperimentalmente, soprattutto modelli di piccole dimensioni.

## Classificazione
I criteri di classificazione dei molteplici fotobioreattori oggi esistenti sono fondamentalmente la modalità di operazione e l'aspetto, ma già una iniziale differenziazione può essere fatta in fotobioreattori da interno e da esterno. I primi sono di dimensioni ridotte e sono spesso piccoli prototipi. Per loro solitamente l'illuminazione è di tipo artificiale con lampade di vario tipo, mentre per i fotobioreattori da esterno, i quali necessitano di grandi spazi, l'illuminazione è legata alla radiazione solare.
I fotobioreattori da interno sono normalmente illuminati con luce continua, mentre quelli da esterno sono particolarmente condizionati dai cicli giorno-notte. In assenza di luce (o di un substrato organico) le cellule metabolizzano componenti cellulari per ottenere energia, determinando una diminuzione del peso cellulare. Per risolvere questo tipo di alterazione nella coltura sono stati sviluppati prototipi nei quali sensori in grado di rilevare l'intensità della luce solare permettono l'accensione o lo spegnimento di un sistema di illuminazione artificiale in un fotobioreattore esterno, garantendo una illuminazione continua.
Nonostante le differenze, si può dunque affermare che il criterio principale con cui viene creato e realizzato un fotobioreattore è quello di permettere all'organismo fototrofico la migliore efficienza nella conversione dell'energia luminosa, cercando di garantire una equilibrata e costante quantità di luce. Progressi nell'ottimizzazione della distribuzione della luce all'interno della coltura sono stati ottenuti sia utilizzando fibre ottiche sia attraverso la diluizione della radiazione solare.
I materiali con i quali sono costruiti devono avere grande resistenza e alta trasparenza, non essere tossici, avere stabilità chimica e, se possibile, avere un costo ridotto. Proprio questo punto, quello economico, è spesso motivo di sfiducia verso sistemi che usano fotobioreattori per, ad esempio, la produzione di idrogeno, in quanto la possibilità di un futuro a livello industriale passa attraverso una sostenibilità economica.